# Pêche au Cameroun

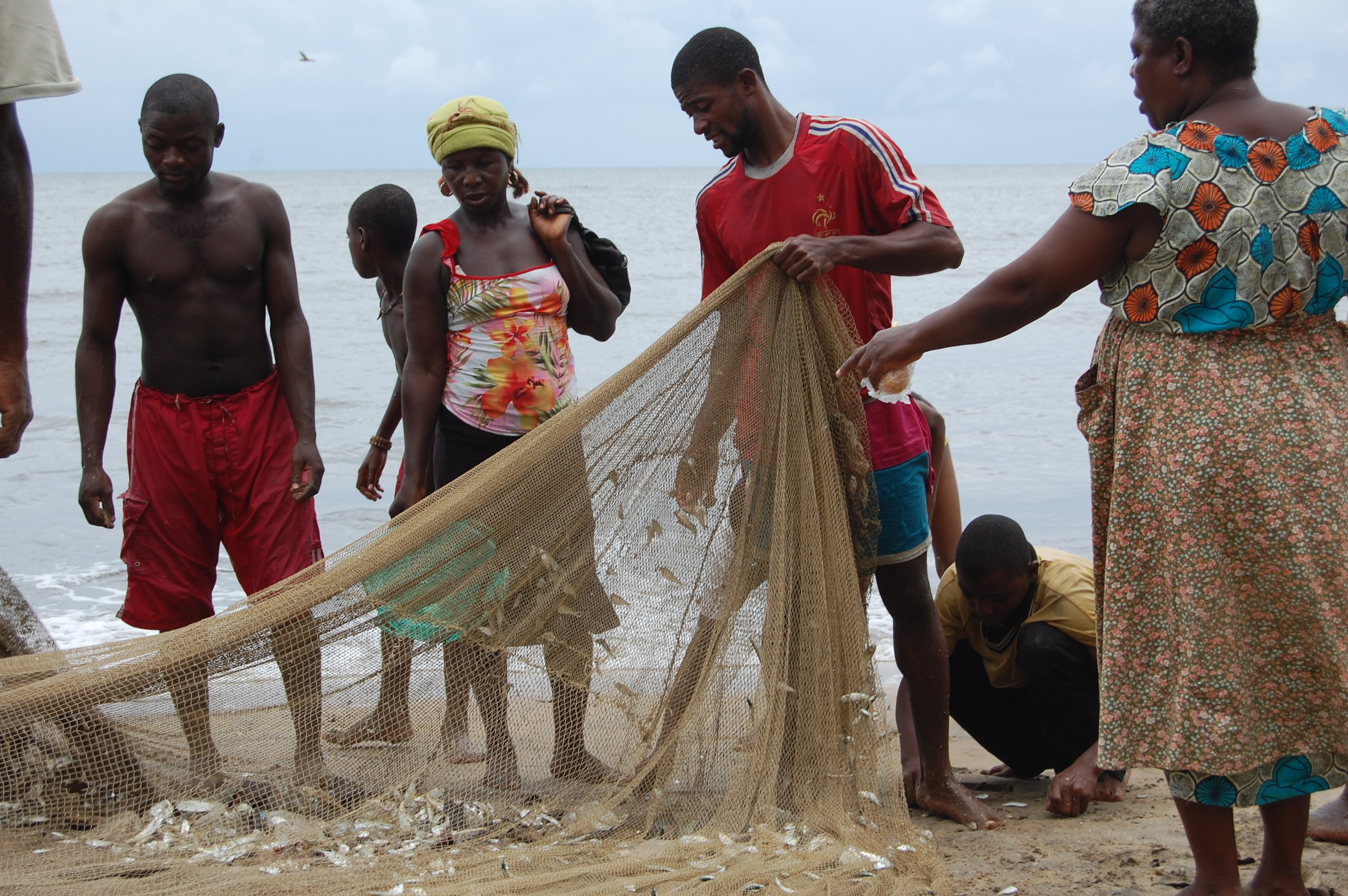
Des pêcheurs au travail à Kribi

La pêche au Cameroun est un important levier du développement du Cameroun issue des ressources halieutiques marines et continentales dont dispose le pays.

## Activités
Environ 180 000 tonnes de produits halieutiques sont issus de l'exploitation de potentiel halieutique.

### Importations
La population camerounaise est estimée à 26 000 000 d'habitants selon le rapport économique 2019- 2020. Pour le Cameroun, le poisson congelé est une denrée qui est dans le top 10 des importations. En 2010, 170 000 tonnes de poissons ont été achetés de la Mauritanie, du Sénégal, de l'Islande et de la Malaisie vers le Cameroun à 100 milliards de francs CFA.

### Production locale de poissons (pèche et pisciculture)
Le secteur offre une production locale de 335 000 tonnes pour une demande générale de 500 000 tonnes.

## Équipements
L'activité de construction des équipements pour la pêche au Cameroun est principalement artisanale.
Depuis quelques années, Fabrice Tsafack, ingénieur industriel formé au Cameroun, s'est lancé dans la construction semi-industrielle d'embarcation pour les activités de pêche et de transport maritime,. Après plusieurs années, il reçoit en 2022 la reconnaissance des autorités camerounaises qui lui passent commande d'embarcation légère NavalTech,.